# Ansan (Coreia do Sul)
Ansan (em coreano 안산)  é uma cidade industrial da Coreia do Sul localizada na costa ocidental da Península da Coreia, próximo a Seul e a sul de Incheon. Localiza-se na província de Gyeonggi. Em março de 2013, tinha aproximadamente 762 915 habitantes.